# 夢なら
夢なら（ゆめなら）は、架空請求やスパムの被害者などが集って相談や情報交換などをする匿名掲示板や架空請求業者のデータベース・迷惑メール送信者のデータベースなどを中心とした日本のウェブサイトであった。現在はサイトにアクセスできず、閉鎖中である。

## 沿革
- 1998年 - 開設。当時の主要コンテンツは自己紹介、掲示板、詩であった。
- 2002年 - ワン切りの対策を目的として「ワン切り番号データベース」が追加された。
- 2003年 - 架空請求についての具体的な知識・事例・対策の収集を目的として「架空請求データベース」が追加された。
- 2007年 - フジテレビとNHKの経済情報番組「家計診断 おすすめ悠々ライフ」から取材協力の依頼を受けている。
- 2023年現在 - サイトは運営しておらず、アクセスしても403(Forbidden)となる。

## コンテンツ
- 架空請求データベース - 悪徳業者などのデータベース、自分に宛てに届いた架空請求を登録することができる。
- 迷惑メールデータベース - 出会い系・架空請求・架空登録・フィッシング詐欺などの迷惑メールのデータベース
- 助け合い掲示板 - 不特定多数の者が相談や情報交換などを行う。
- メールヘッダ調査 - メールヘッダなどからIPアドレスを抜き取り、それらに対応するインターネットホスト名を調査しメールヘッダを調査することにより、ウイルスメールや迷惑メールの送信元を特定できる。
- whois調査 - ドメイン、ホストアドレスから情報を調査できる。
- えうろぐ - 管理人のブログ